# Vittorio Mayer Pasquale
Vittorio Mayer Pasquale, soprannominato Spatzo (passero) (Appiano sulla Strada del Vino, 1927 – Bolognano d'Arco, 18 maggio 2005), è stato un poeta e partigiano italiano.
Vittorio Mayer Pasquale nacque ad Appiano sulla Strada del Vino, in provincia di Bolzano, nel 1927 da Enrico Pasquale e Giovanna Mayer, di etnia sinti estrekaria, vittima assieme ai propri familiari degli orrori del Porrajmos, ovvero l'olocausto degli zingari: la 
madre morí in un campo di concentramento nazista insieme alla figlia Edvige.  Il padre, invece, riuscì a sfuggire alla deportazione. Vittorio riuscì a mettersi in salvo nascondendo le sue origini e collaborando con i partigiani.
La sua poesia parla della sua passione per la propria cultura, per la libertà e per la musica.